# RG Veda
RG Veda (聖伝-RG VEDA- rōmaji: Rigu Vēda) là một tác phẩm manga của CLAMP dài 10 tập, được xuất bản lần đầu năm 1989 và cũng là tác phẩm đầu tay của CLAMP. Ngoài ra còn có 2 tập anime OVA (kèm trong DVD).Thuở khai thiên lập địa, mọi thứ trên đời này đều được cai quản bởi Deva. Dưới sự cai quản đó, con người ung dung sống trong hòa bình và hạnh phúc... cho đến một ngày bóng tối bao trùm thế giới, một vị tướng của Deva, Indra làm phản.
Bộ tộc Asura sau cuộc chiến bảo vệ Deva đã bị Indra tiêu diệt toàn bộ, chỉ duy nhất một kẻ còn sống sót là Asura - đứa con của Asura vương và nữ tư tế đã phản bội ông. Lục tinh đi chệch quỹ đạo, hủy diệt thiên giới và dìm nhân gian trong lửa địa ngục - có lối thoát nào cho định mệnh đã an bài của Asura và Yaksa?
Manga RG Veda đã được dịch và phát thành ở nhiều thứ tiếng.